# Rižská církevní provincie
Rižská církevní provincie je jediná provincie římskokatolické církve na území Lotyšské republiky.
Území dnešní Rižské církevní provincie odpovídá hranicím Lotyšska.

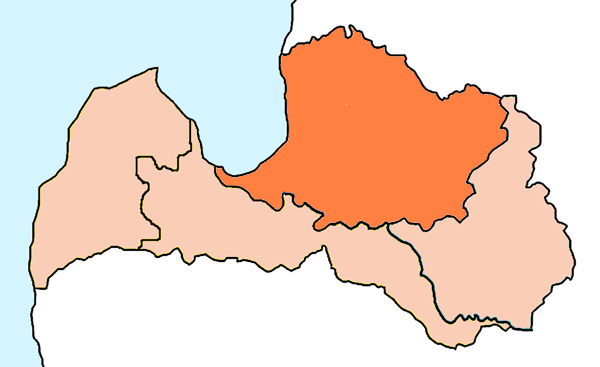
Rižská církevní provincie, zvýrazněna rižská arcidiecéze a vyznačeny ostatní tři diecéze

Středověká Rižská církevní provincie byla vytvořena roku 1245 rozhodnutím Prvního lyonského koncilu pro tehdejší území ovládané Řádem německých rytířů. Původně byla provincie zřízena pod názvem „Provincie pruská, livonská a estonská“ a metropolitou byl jmenován Albert Suerbeer, ale bez určení sídla; teprve po smrti dosavadního rižského biskupa roku 1253 se Suerbeer stal jeho nástupcem a 20. ledna 1255 papež Alexandr IV. oficiálně potvrdil přeměnu rižského biskupství v arcibiskupství a metropoli. V provincii byly sloučeny diecéze na území podmaněném Řádem mečových rytířů (Riga, Dorpat, Kuronsko, Ösel-Wiek), které původně náležely Brémské církevní provincii, a diecéze na území podmaněném samotným Řádem německých rytířů (Chełm, Varmie, Sambie, Pomezansko), které původně náležely Hnězdenské církevní provincii. Diecéze na řádem později získaných územích (kujavská, revalská) se již součástí této provincie nestaly.
Rižská provincie v této nezměněné podobě vytrvala až do reformace, která byla v řádovém státě německých rytířů zavedena roku 1525. Roku 1561 obsadil Livonsko car Ivan IV. a rižská církevní provincie fakticky zanikla; poslední arcibiskup-metropolita, markrabě Vilém Braniborsko-Ansbašský, zemřel roku 1563. Římskokatolická církevní správa na bývalém řádovém území se rozpadla. Nadále fungovalo jen biskupství varmijské, od reformace až do roku 1930 podřízené přímo Svatému stolci, pro území připadlé Prusku. Území, které postupně připadlo Rusku, tvořilo od roku 1783 část Mohylevské církevní provincie.
Pro území dnešního Lotyšska a Estonska byla 29. září 1918 zřízena diecéze rižská. Roku 1920 byly její hranice srovnány s hranicemi Lotyšska. Diecéze byla papežským dekretem Quum dioecesis Rigensis z 25. října 1923 povýšena na arcibiskupství a byla vyňata z Mohylevské církevní provincie a podřízena přímo Svatému stolci. Z ní byla 8. května 1937 apoštolskou konstitucí Plurimum sane confert, současně s vyčleněním nové diecéze se sídlem v Liepāji, (znovu)zřízena Rižská církevní provincie, které v tomto rozsahu existuje dosud.
Území současné provincie se člení na tyto diecéze:
- Arcidiecéze rižská (vznik diecéze 1186 jako část Brémské církevní provincie; v letech 1255–1561 arcidiecéze a církevní metropole, poté zanikla; diecéze obnovena 1918, arcidiecéze 1923)
- Diecéze Liepāja (vznik 1937)
- Diecéze Jelgava (vznik 1995)
- Diecéze Rēzekne-Aglona (vznik 1995)

Součástí středověké Rižské církevní provincie byly v letech 1245/55–1561/63:
- diecéze varmijská
- diecéze chełmenská (jen do Druhého toruňského míru roku 1466, pak k Hnězdenské církevní provincii)
- diecéze dorpatská
- diecéze kuronská
- diecéze öselsko-wiecká
- diecéze pomesanská
- diecéze sambijská

V čele Rižské církevní provincie stojí arcibiskup-metropolita rižský, v současnosti (od roku 2010) je to Zbigņevs Stankevičs.